# 沃爾納特格羅夫 (密西西比州)
沃爾納特格羅夫（英語：Walnut Grove）是位於美國密西西比州利克縣的城鎮。

## 人口
根據2020年美國人口普查的數據，沃爾納特格羅夫的面積為4.19平方千米，皆為陸地。當地共有人口510人，而人口密度為每平方千米122人。